# Bir Hima
Bir Hima (in arabo بئر حما‎?) è un sito di arte rupestre nella provincia di Najran, nel sud-ovest dell'Arabia Saudita, a circa 200 km a nord della città di Najrān. Antico sito del neolitico e del paleolitico, il complesso di Bir Hima copre il periodo di tempo compreso tra il 7000 e il 1000 a.C. Bir Hima contiene numerosi avvallamenti il cui tipo è simile dall'Arabia settentrionale allo Yemen.
È stato designato, come parte dell'area culturale di Ḥimā, quale sito del patrimonio dell'umanità dell'UNESCO nel luglio 2021.

## Storia
L'antica storia dell'occupazione umana di questo habitat è attribuita alle sue risorse di selvaggina, acqua e terreno calcareo. L'arte rupestre dell'Arabia Saudita, che ha trovato apprezzamento negli ultimi anni, è considerata tra le più ricche al mondo insieme ad altri esempi rinvenuti in Australia, India e Sudafrica. L'area fu esplorata dalla spedizione Philby-Ryckmans-Lippen, del 1951, e pubblicata da E. Anati (1969-1972). È stato quindi notato che le immagini sulle rocce erano incise nella formazione di arenaria e datate 300-200 a.C. Il suo ricco patrimonio di incisioni rupestri ha attirato l'attenzione del Dipartimento delle Antichità dell'Arabia Saudita solo dopo il 1976, quando il sito di Jubba e altri sono stati indagati. Uno dei membri della spedizione che ha studiato questa forma d'arte ha trovato un sito a ovest degli antichi pozzi di Bir Hima dove ha registrato 250 immagini.

## Ritrovamento
Bir Hima, che è un antico sito paleolitico e neolitico, si trova a nord di Najran ed è classificato come sito del Paleolitico inferiore o Olduvaiano. Oltre ai petroglifi, qui sono stati trovati anche strumenti di intaglio utilizzati per quest'opera d'arte, realizzati con materiali come quarzite, andesite e selce. Le immagini sembrano essere state incise con il bronzo. I petroglifi annotati, quando furono trovati inizialmente negli anni 1950, consistevano in pugnali e spade, archi con frecce con punte di freccia trasversali, spade a falce e bastoni da tiro. Queste raffigurazioni sono state interpretate come simboliche dell'animismo spirituale.
Bir Hima, come parte di Najran, è un tesoro di petroglifi, eclissato solo da quelli trovati nella regione di Jubba. Qui sono stati identificati 100 siti. Nell'area di Najran sono state registrate fino a 6.400 illustrazioni umane e animali, tra cui più di 1.800 cammelli e 1.300 raffigurazioni umane. In questo importante sito di arte rupestre, oltre alle raffigurazioni di umani, giraffe e altri animali, sono registrate anche le iscrizioni del VI secolo di Dhu Nuwas, un re himyarita che occupò Najran. Un certo numero di frammenti articolati di cammelli sono stati scavati nel sito 217-44. Mentre le sue incisioni sono probabilmente molto precedenti a quelle di Hunters Palette, il guerriero Bir Hima, armato di arco, è quasi identico agli uomini sulla Hunters Palette. Sono state trovate anche migliaia di iscrizioni, in varie scritture tra cui l'alfabeto al-musmad, aramaico-nabateo, sud-arabo, greco e islamico.

## Galleria d'immagini

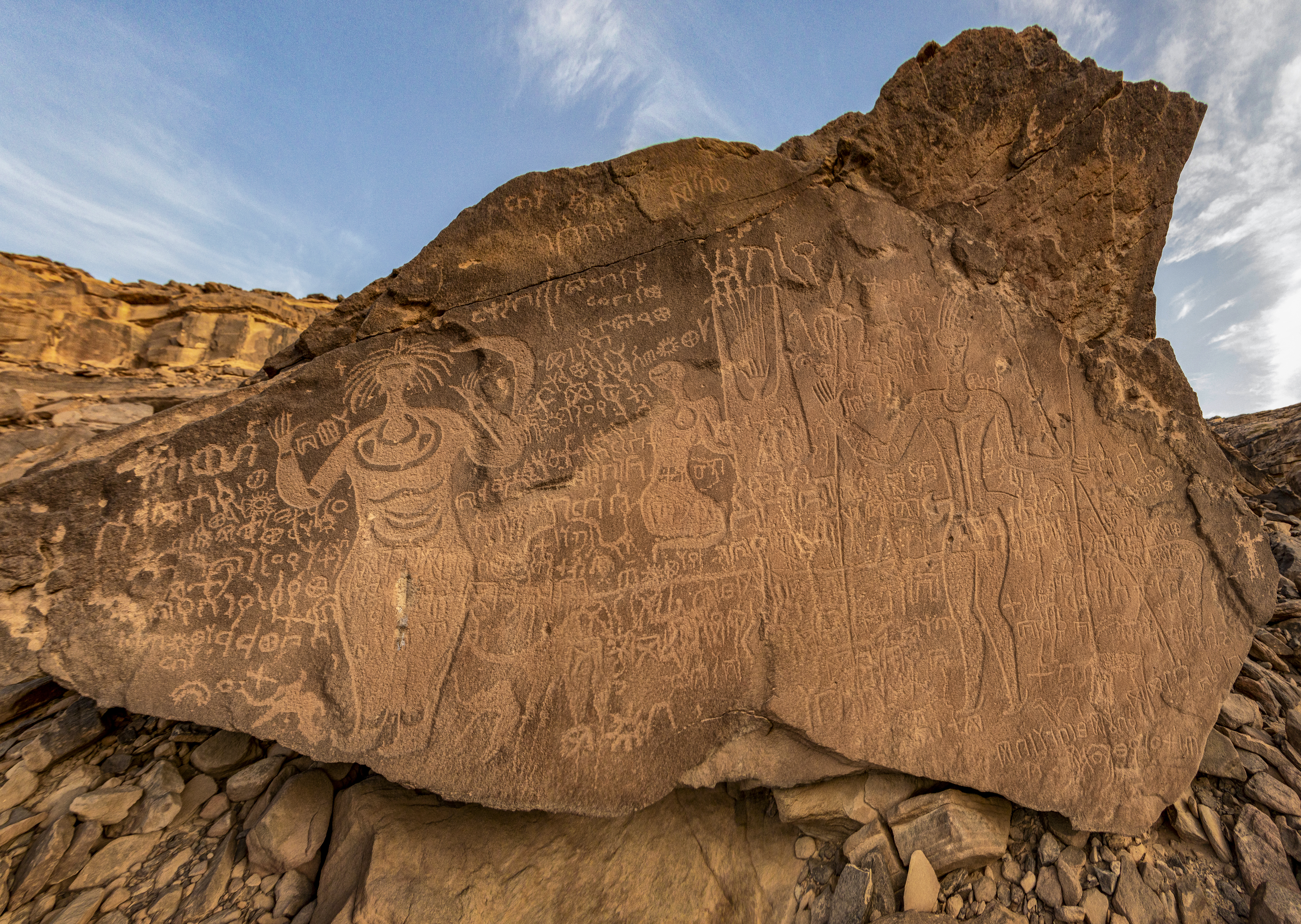
Iscrizione dei danzatori
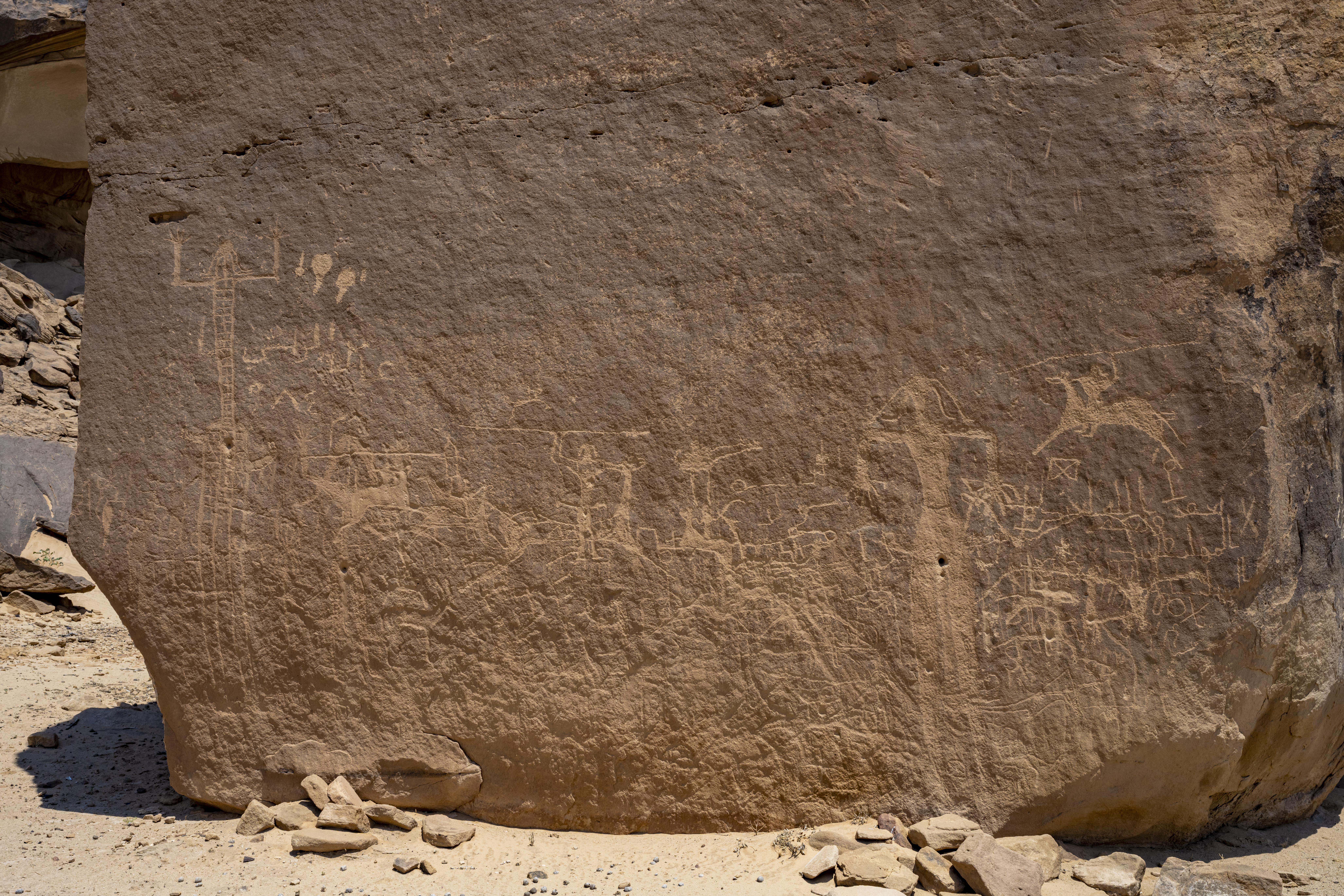
Area culturale di Hima, vista generale
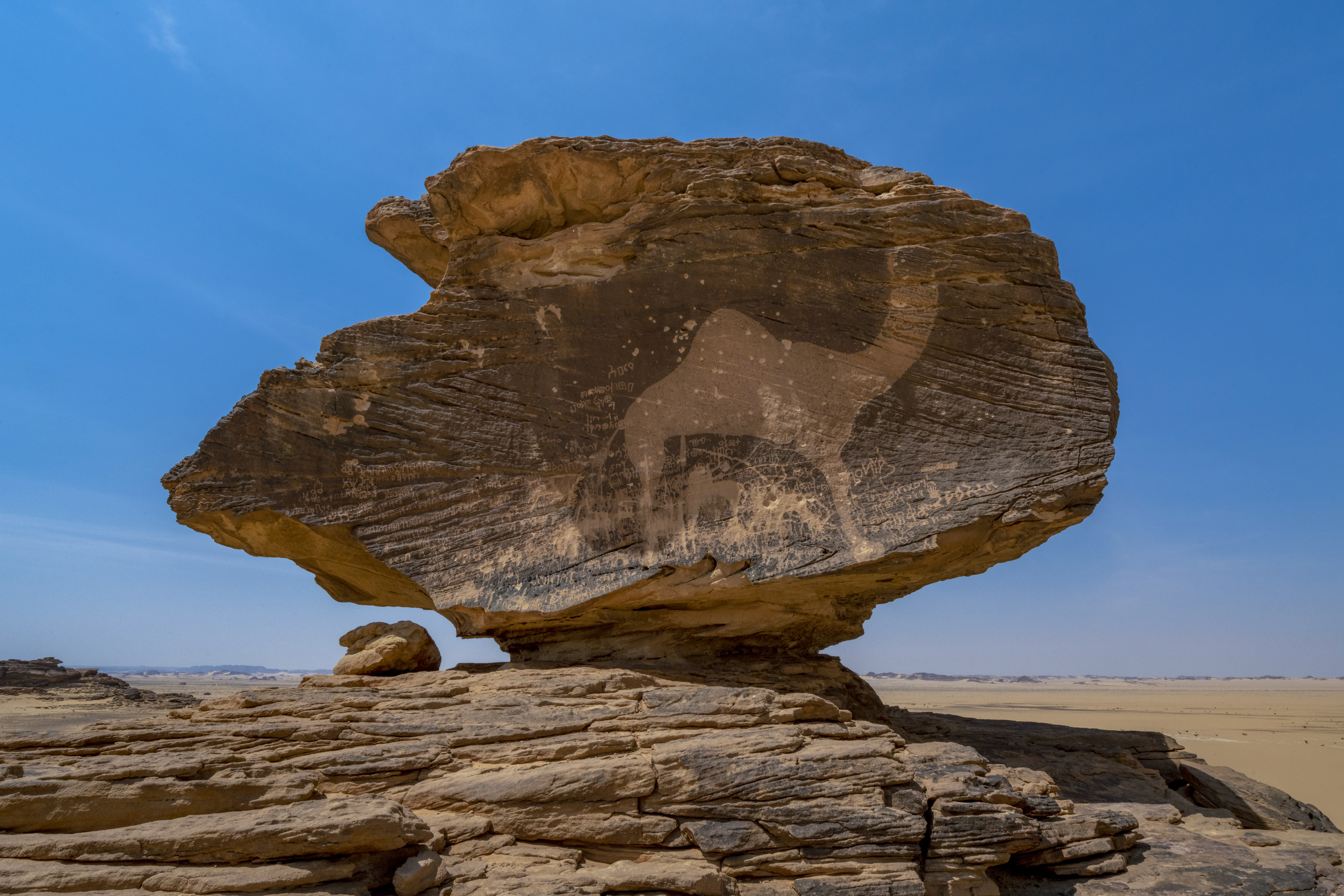
Iscrizioni sul monte Al-Mauaqea
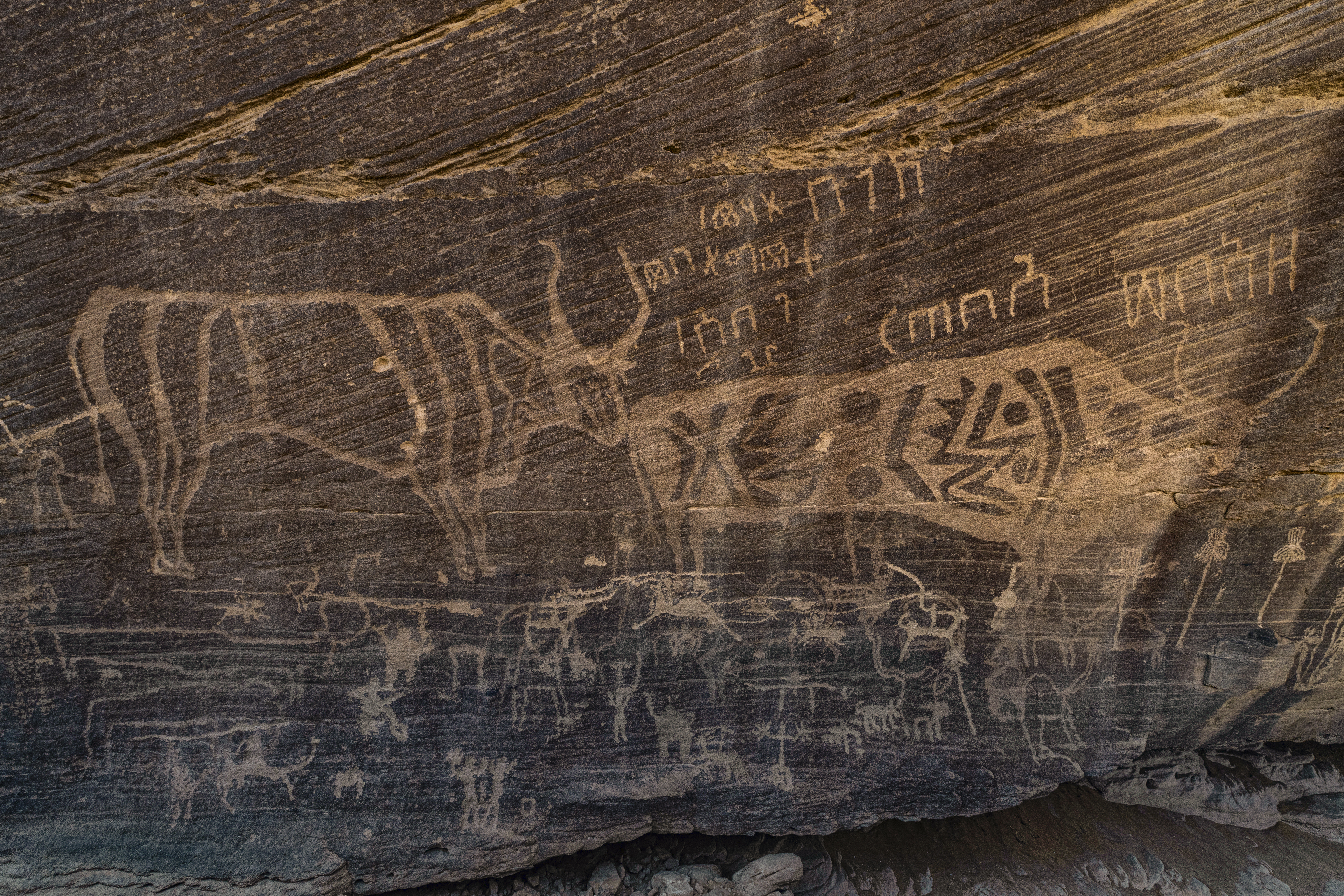
Iscrizioni di Minshaf
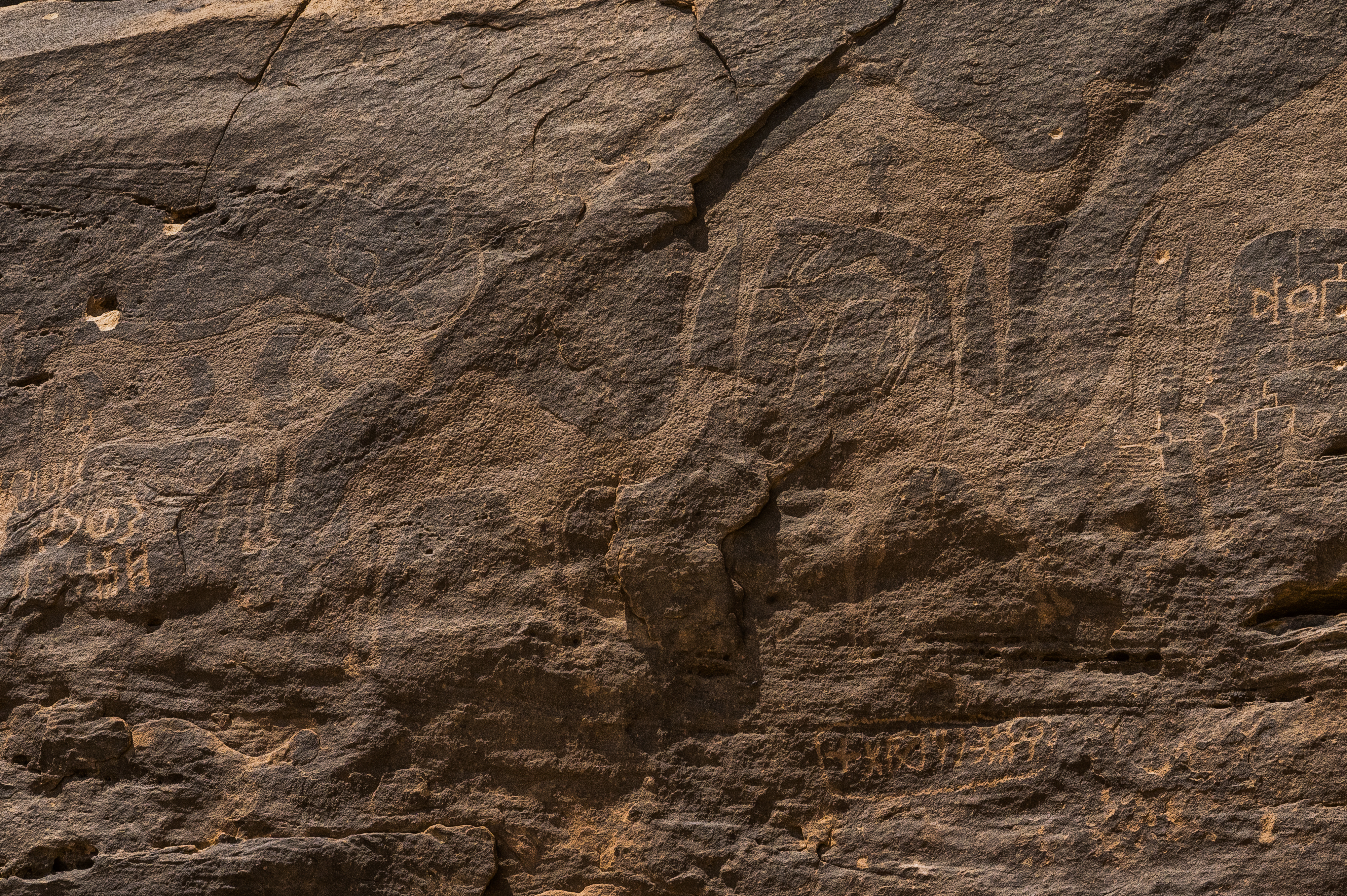
Iscrizioni di Shasaa
Iscrizioni di monte Hima